# Edgar Ralphs
Edgar Ralphs, eigentlich: Edgar Budweit, (* 10. September 1900 in Havanna; † 23. Oktober 1967 in Hamburg) war ein deutscher Humorist.
Der in Hamburg Aufgewachsene lernte Schauspiel bei Erich Engels. Als Kabarettist machte er sich durch zahlreiche Auftritte sowie Rundfunk- und Schallplattenaufnahmen einen Namen.

## Weblink
- Nachruf im Hamburger Abendblatt (Memento vom 28. Juli 2014 im Internet Archive)